# Fernanda Ribeiro
Maria Fernanda Moreira Ribeiro, portugalska atletinja, * 23. junij 1969, Penafiel, Portugalska.
Nastopila je na poletnih olimpijskih igrah v letih 1988, 1992, 1996, 2000 in 2004. Uspeh kariere je dosegla leta 1996 z osvojitvijo naslova olimpijske prvakinje v teku na 10000 m, leta 2000 je bila v tej disciplini bronasta. Na svetovnih prvenstvih je osvojila zlato in srebrno medaljo v teku na 10000 m ter srebrno in bronasto v teku na 10000 m, na evropskih prvenstvih pa zlato in srebrno v teku na 10000 m. 22. julija 1995 je postavila svetovni rekord v teku na 10000 m s časom 14:36,45, veljal je dve leti.